# Dromaeosaurus
Dromaeosaurus ("běhající/rychlý ještěr") byl rod malého dravého teropodního dinosaura z čeledi Dromaeosauridae (jíž dal své jméno). Žil v pozdní křídě (geologický věk kampán), před asi 77 až 74 miliony let, na území dnešní Severní Ameriky.

## Popis
Tento menší teropod dosahoval délky asi 1,8 až 2 metru a hmotnosti kolem 15 kilogramů, čímž byl menší než jeho blízký příbuzný Deinonychus. Byl také jako první objevený dinosaurus se srpovitým drápem na druhém prstu dolních končetin. Potíže při jeho konstrukci ale způsobily, že byl správně zařazen až po popsání rodu Deinonychus.

## Paleoekologie
Životní prostředí tohoto menšího teropoda (například ekosystémy souvrství Dinosaur Park a souvrství Oldman) bylo plné ceratopsidů a kachnozobých dinosaurů, pachycefalosaurů, ankylosaurů i velkých dravých tyranosauridů, jako byl například rod Gorgosaurus a Daspletosaurus. Fosilie velmi podobných teropodů (pravděpodobně jiného druhu rodu Dromaeosaurus) byly objeveny také na území současné Aljašky (souvrství Prince Creek), která tehdy ležela daleko za polárním kruhem.

## Systematické zařazení
Příbuznými rody jsou například Deinonychus nebo Velociraptor, ještě bližším příbuzným by pak mohl být podstatně větší a geologicky mladší rod Dakotaraptor.